# Spam blog
Spam blog (rzadko splog) – blog stworzony przez robota internetowego wykorzystywany do spamowania wyników wyszukiwarek internetowych, czyli nieprawdziwego pozycjonowania stron. Zawartość spam blogów często jest nonsensownym zlepkiem przypadkowych słów i zdań, przeplecionym linkami. Teksty są mechanicznie kopiowane z innych stron i blogów. Termin spam blog został użyty po raz pierwszy w sierpniu 2005.
Według badacza z Uniwersytetu Maryland, spam blogi stanowią nawet 56% aktywnych blogów, które zapychają blogosferę około 900 tysiącami postów dziennie. Dave Sifry, dyrektor generalny Technorati, twierdzi, że spam blogi to 90% nowych blogów. Spam blogi są lustrzanym odbiciem prawdziwych blogów. W sprytny sposób przekierowują ruch w internecie i generują przychody z każdego kliknięcia.
Jak zauważył autor artykułu w magazynie Wired z września 2006 roku, spam blogerzy tworzą cały ekosystem tandety, bzdur i gadania pozbawionego sensu, który ma na celu zmarnować czas użytkowników internetu i wykraść dochody niewinnych reklamodawców.